# Herveys Range
Herveys Range är en bergskedja i Australien. Den ligger i delstaten New South Wales, i den sydöstra delen av landet, omkring 290 kilometer nordväst om delstatshuvudstaden Sydney.
I omgivningarna runt Herveys Range växer huvudsakligen savannskog. Runt Herveys Range är det mycket glesbefolkat, med 2 invånare per kvadratkilometer. Genomsnittlig årsnederbörd är 675 millimeter. Den regnigaste månaden är februari, med i genomsnitt 113 mm nederbörd, och den torraste är oktober, med 14 mm nederbörd.